# Hong Jin
Dans ce nom coréen, le nom de famille, Hong, précède le nom personnel.
Hong Jin ou Hong Myeon-hui (né le 27 août 1877 et mort le 9 septembre 1946) est le cinquième président du gouvernement provisoire de la république de Corée du 7 juillet au 14 décembre 1926.